# A. C. Narayanan Nambiar
A. C. Narayanan Nambiar  (Arathil Candeth Narayanan Nambiar; * 15. Juni 1896 in Tellicherry; † 17. Januar 1986)  war ein indischer Journalist und Diplomat.

## Leben
Nambiar führte von 1929 bis 1933 in Berlin das Indian Students’ Informations Bureau, welches formal Praktikantenstellen in der Weimarer Republik an indische Studenten vermittelte und informell als Vertretung des Indischen Nationalkongresses diente. Das British Council vermittelte ebenfalls Studenten aus dem Britischen Weltreich im Deutschen Reich. Die deutsche Regierung verbot dem Indian Students Informations Bureau jede politische Tätigkeit. 1930 wurden die Unterstützer des Berliner Büros in Britisch-Indien inhaftiert und die finanzielle Unterstützung wurde durch zwei Kaufleute in Mumbai übernommen.
Infolge der Reichstagsbrandverordnung drangen am frühen Abend des 28. Februar 1933 SA-Männer als Hilfspolizisten in das Informationsbüro in Nambiars Privatwohnung ein, beschlagnahmten Zeitungsartikel sowie Bücher und verhafteten Nambiar und dessen Mitarbeiterin und Schwägerin Sarojini Naidu.
Horace Rumbold protestierte bei Konstantin von Neurath; dieser beauftragte Hans-Heinrich Dieckhoff, den Fall zu betreuen.
Im House of Commons fragte Josiah Wedgwood, 1. Baron Wedgwood, ein Abgeordneter der Labour Party, Anthony Eden nach dem Befinden von Nambiar und dessen Mitarbeiterin Sarojini Naidu.
Naidu wurde am 25. März 1933 mit der Auflage, Preußen innerhalb einer Woche zu verlassen, auf freien Fuß gesetzt.
Rumbold protestierte gegen die Misshandlungen von Nambiar und Naidu und die entschädigungslose Enteignung von Nambiar durch die Behörden des Deutschen Reichs.
Nambiar übersiedelte nach Prag, wo er als Korrespondent indischer Zeitungen einen Broterwerb fand. Subhash Chandra Bose unterstützt Nambiar bei der Gründung der Indian Students’ Association und der Indisch-Tschechischen Gesellschaft. Bei einem Besuch in Prag beauftragte Jawaharlal Nehru Nambiar als Europa-Korrespondenten seines in Lucknow gegründeten The National Herald. Nach der Zerschlagung der Rest-Tschechei migrierte Nambiar nach Paris, dort schrieb er für The Hindu, Amrita Bazar Patrika, Bombay Chronicle und The National Herald.
Nach dem Westfeldzug migrierte Nambiar in den Machtbereich des Vichy-Regimes. Von Pierre Laval wurde angenommen, dass er der indischen Unabhängigkeitsbewegung wohlwollend gegenüberstehe, da sich die Verwaltung von Französisch-Indien der Exilregierung Charles de Gaulle in London unterstellt hatte. Im August 1941 traf er sich mit Subhash Chandra Bose, Hans-Heinrich Dieckhoff und Mohammed Iqbal Schedai in Paris, welche ihn zu einer Rückkehr nach Berlin bewegten, wo er bis 1947 blieb.
Von 1948 bis 1951 war er Gesandtschaftsrat in Bern. Von Dezember 1953 bis April 1955 war er Gesandter in Stockholm und war gleichzeitig bei den Regierungen in Kopenhagen und Oslo akkreditiert. Von 1955 bis 1958 war er Botschafter in Bonn. Er veröffentlichte 25 Briefe aus seiner Korrespondenz mit Jawaharlal Nehru von 1947 bis 1962.
1958 wurde Nambiar mit dem Padma Bhushan ausgezeichnet.